# Aruba nos Jogos Pan-Americanos de 2019
Aruba competiu nos Jogos Pan-Americanos de 2019 em Lima, Peru, de 26 de julho a 11 de agosto de 2019.
A equipe de Aruba era composta por 21 atletas (consistindo em 12 homens e 9 mulheres).
Durante a cerimônia de abertura dos jogos, o velejador Mack van den Eerenbeemt carregou a bandeira da nação como parte da parada das nações. Mack van den Eerenbeemt posteriormente conquistaria a primeira medalha da história de Aruba nos Jogos Pan-Americanos: o bronze no evento de rs:x.

## Competidores
Abaixo está a lista de competidores (por gênero) participando dos jogos por esporte/disciplina.
| Esporte                   | Homens | Mulheres | Total |
| ------------------------- | ------ | -------- | ----- |
| Atletismo (pista e campo) | 1      | 0        | 1     |
| Boliche                   | 2      | 2        | 4     |
| Caratê                    | 1      | 0        | 1     |
| Ciclismo                  | 2      | 2        | 4     |
| Judô                      | 0      | 1        | 1     |
| Nado artístico            | —      | 2        | 2     |
| Natação                   | 2      | 1        | 3     |
| Taekwondo                 | 1      | 0        | 1     |
| Tiro                      | 1      | 0        | 1     |
| Vela                      | 2      | 1        | 3     |
| Total                     | 12     | 9        | 21    |